# Lissonota transversostriata
Lissonota transversostriata är en stekelart som först beskrevs av Smits van Burgst 1921.  Lissonota transversostriata ingår i släktet Lissonota och familjen brokparasitsteklar. Inga underarter finns listade i Catalogue of Life.